# La Révolte des Cipayes
Cet article concerne le film. Pour l'événement historique, voir Révolte des cipayes.
Pour plus de détails, voir Fiche technique et Distribution.
La Révolte des Cipayes (titre original : Bengal Brigade) est un film américain réalisé par László Benedek, sorti en 1954.

## Synopsis
En 1856, dans le vaste empire britannique des Indes, un brillant officier doit donner sa démission après avoir désobéi à un ordre supérieur. Il devient alors chasseur de fauves et va reprendre accessoirement du service en s'introduisant secrètement dans le palais du rajah, un conspirateur qui veut libérer son pays de la domination étrangère grâce à une formidable révolte fomentée parmi les Cipayes.

## Fiche technique
- Titre : La Révolte des Cipayes
- Titre original : Bengal Brigade
- Réalisation : László Benedek
- Scénario : Seton I. Miller, Richard Alan Simmons, d'après un roman de Hall Hunter
- Photographie : Maury Gertsman
- Montage : Frank Gross
- Musique : Hans J. Salter
- Producteur : Ted Richmond (en)
- Société de production : Universal Pictures
- Genre : Film d'aventure, Film historique, Film de guerre
- Durée : 87 minutes
- Dates de sortie :
  -  États-Unis 6 novembre 1954
- Affiche : Boris Grinsson (France)

## Distribution
- Rock Hudson (VF : Claude Bertrand) : Jeff
- Arlene Dahl (VF : Nadine Alari) : Vivian
- Ursula Thiess (en) : Latah
- Torin Thatcher (VF : Maurice Dorléac) : colonel Morrow
- Dan O'Herlihy (VF : Jean Topart) : capitaine Blaine
- Michael Ansara (VF : Georges Aminel) : Furan Singh
- Mel Welles
- Shepard Menken (en)
- Arnold Moss (VF : Pierre Asso) : Rajah Karam
- Leonard Strong : Mahindra
- Charles Wagenheim : Chef de clan
- Hy Anzell : Cipaye